# Murillo el Cuende
Murillo el Cuende è un comune spagnolo di 646 abitanti situato nella comunità autonoma della Navarra.